# Corsier
Corsier je obec na jihozápadě Švýcarska, v kantonu Ženeva. Žije zde přibližně 2 100 obyvatel.

## Geografie
Obec se nachází na východním břehu Ženevského jezera, asi 7 kilometrů severovýchodně od Ženevy. Zahrnuje hlavní obec Choulex a vesnice Bonvard, Briffod, Chevrier, La Capite a Miolan. Sousedními obcemi jsou Anières, Gy, Meinier a Collonge-Bellerive.

## Historie

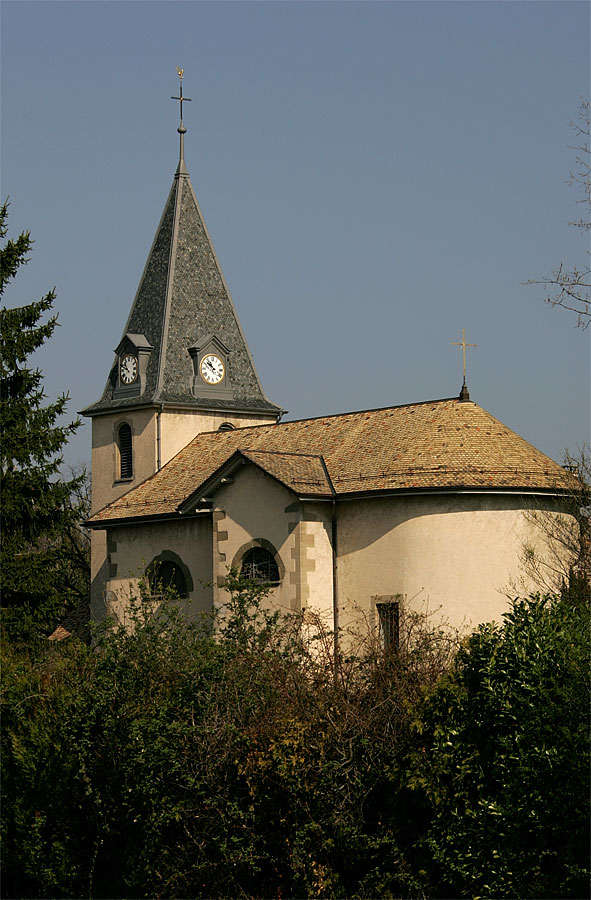
Kostel

První zmínka o Corsieru pochází ze 13. století, kdy šlechtici z Compey, vazalové Faucigny, postoupili svá práva ženevskému hraběti. K roku 1297 je obec připomínána jako Corsiacum. Ve 14. století byl celý region podřízen rodu Savojských (panství Chablais). Bernští, kteří oblast obsadili v letech 1536 až 1564 a 1567, ji vrátili savojskému vévodovi. Ženevští občané, kteří zdědili práva katedrální kapituly, měli v Corsieru statky, na nichž hospodařili. Za francouzské nadvlády patřila obec k departementu Mont-Blanc, poté k departementu Léman. V roce 1816 byly Corsier a Anières sloučeny do jedné obce a na základě Turínské smlouvy se staly součástí nového kantonu Ženeva. Špatná finanční situace způsobená nedostatkem příjmů a vysokými výdaji způsobila konflikty mezi oběma obcemi, které vedly k jejich rozdělení v roce 1858.
Farnost, zmiňovaná v roce 1323, byla závislá na ženevském biskupovi, poté na kapitule. Kostel Saint-Jean-Baptiste, který stojí na románských základech, má obdélníkový chór ze 13. nebo počátku 14. století, půlkruhovou apsidu a věž s kruchtou; byl restaurován v letech 1970 a 1983. Bern zavedl v roce 1536 reformaci a po navrácení území Savojským se obyvatelé vesnice vrátili ke katolické víře. Na konci 16. století byla farnost Anières začleněna do farnosti Corsier. V letech 1595–1601 zde byl farářem František Saleský, který byl později svatořečen. Šlechtický rod de Corsier, který vymřel po roce 1428, vlastnil stálé sídlo; nový zámek, který byl naposledy opraven v roce 1972, byl pravděpodobně postaven na stejném místě ve druhé polovině 17. století. V 19. století v něm byl umístěn pivovar. V letech 1853 až 1876 v Corsieru prováděla své manévry ženevská vojska a sídlila zde také kantonální továrna na střelný prach. Díky blízkosti města Ženevy a tramvajové trati Vésenaz–Hermance vybudované v roce 1901, kterou později nahradila autobusová linka, počet obyvatel Corsieru od roku 1960 neustále rostl. Navzdory výstavbě mnoha rodinných domů a rozsáhlé zástavbě v roce 1971 si obec zachovala svůj venkovský charakter; v roce 1986 místní obyvatelé odmítli projekt přístavu a vymezení stavebních pozemků.

## Obyvatelstvo
| Rok            | 1860 | 1900 | 1930 | 1950 | 1970 | 2000 | 2010 | 2012 | 2017 |
| Počet obyvatel | 276  | 355  | 309  | 363  | 948  | 1682 | 1811 | 1917 | 2026 |

Většina obyvatel (k roku 2000) hovoří francouzsky (1361, tj. 80,9 %), druhým nejčastějším jazykem je angličtina (106, tj. 6,3 %) a třetím němčina (74, tj. 4,4 %).

## Doprava
V roce 1901 byl Corsier napojen na tramvajovou trať Ženeva–Hermance, kterou v roce 1958 nahradila autobusová doprava. Autobusovou linku, spojující obec se Ženevou, provozuje ženevský dopravní podnik Transports publics genevois (TPG). Železnice územím obce neprochází, nejbližší železniční stanice se nachází v Chêne-Bourg na trati Ženeva–Annemasse.

## Osobnosti
- Geraldine Chaplinová (* 1944), americká spisovatelka, žije v obci